# エモーショナル・レスキュー (曲)
「エモーショナル・レスキュー」（Emotional Rescue）は、ローリング・ストーンズの楽曲。作詞・作曲はミック・ジャガーおよびキース・リチャーズ。1980年の同タイトルアルバムに収録。シングルとしてもリリースされ、全米3位、全英9位を記録。

## 解説
大ヒットとなった「ミス・ユー」の延長上にあるディスコ・ナンバー。実質的にはジャガーが単独で書いた曲である。ジャガーがこの曲をエレクトリック・ピアノを弾きながら練り上げている時、スタジオにいたチャーリー・ワッツ、ロン・ウッドと共にベーシックトラックを録音したという。この曲のベースはウッドによるものであり、ビル・ワイマンはシンセサイザーを担当している。
ジャガーが曲のほぼ全編をファルセットで歌唱したことは、当時ファンの間では衝撃を以て受け止められた。ジャガーによれば、この歌唱法はドン・コヴェイから頂いたものだとしており、「最後の方ではレゲエっぽい歌い方をしてるんだけど、5分43秒もあるんだから何でもやらなきゃね」とコメントしている。だが、共同プロデューサーのクリス・キムジーはジャガーのファルセットを「気取ってる感じがする」と評しており、リチャーズも「これは俺たちのベストと呼べるようなものじゃない」と語っている。
アルバムからの先行シングルとしてリリースされ、イギリスで9位、アメリカで3位、カナダでは1位を記録するヒットとなった。プロモーション用のシングルでは演奏時間が1分以上短縮されており、2002年リリースのオールタイム・ベスト『フォーティ・リックス』ではこの短縮版が収録された。ストーンズの多くのベスト・アルバムに収録されているが、コンサートでは長い間披露されず、2013年に初披露された。デヴィッド・マレットの監督によるプロモーションビデオも制作されており、これはストーンズの公式YouTubeチャンネルで視聴できる。

## レコーディング・メンバー
- ミック・ジャガー - ボーカル、エレクトリックギター、エレクトリックピアノ[3]
- キース・リチャーズ - エレクトリックギター[3]
- ロン・ウッド - エレクトリックベース[3]
- ビル・ワイマン - シンセサイザー[3]
- チャーリー・ワッツ - ドラムス[3]
- ボビー・キーズ - サックス[3]
- マイケル・シュリーヴ - パーカッション[3]